# Nachzehrer
Un nachzehrer hace referencia dentro del folclore alemán a una figura similar al vampiro de las tradiciones eslavas, que se sabía que era una persona fallecida recientemente que regresaba a la vida para atacar a sus familiares y diversos conocidos. También se ha dicho que devoraban sus propios cuerpos, incluidos sus sudarios funerarios, y cuanto más comen de ellos mismos, el ánimo y la salud de sus familiares mengua.
En contraste con una visión amplia de las tradiciones, el nachzehrer no queda limitado a las áreas eslavas del este y noreste de Alemania. También se conocía su figura en las regiones de Silesia, Baviera y Renania.

## Trasfondo
Un nachzehrer se crea más comúnmente después del suicidio en vida y, menos recurrente, después de una muerte accidental. Según la tradición alemana, una persona no se convierte en un nachzehrer por ser mordido o arañado por una bestia. La transformación ocurre después de la muerte. También pueden estar relacionados con las enfermedades, como una plaga. Si un grupo de personas murió por culpa de la plaga, se cree que la primera persona que falleció era el nachzehrer.
La creencia en esta figura llegó a zonas tan al sur como Venecia, ciudad donde en 2013 se encontró el cuerpo de una mujer de sesenta años a la que se le había introducido un ladrillo en la boca, en una fosa común en la que había varios cadáveres de personas muertas por la peste en un cementerio empleado para ello entre los siglos XV y XVII, probablemente debido al temor de que pudiera convertirse en una vampira.
El mito oficial dice que se puede matar a un nachzehrer colocando una moneda (no se especifica el metal del que ha de ser) en su boca y luego cortándole su cabeza. De esto se puede deducir que una mera moneda en la boca puede causar parálisis, como dicen algunos mitos que una estaca a través del corazón de un vampiro.